# Energy Research Centre of the Netherlands

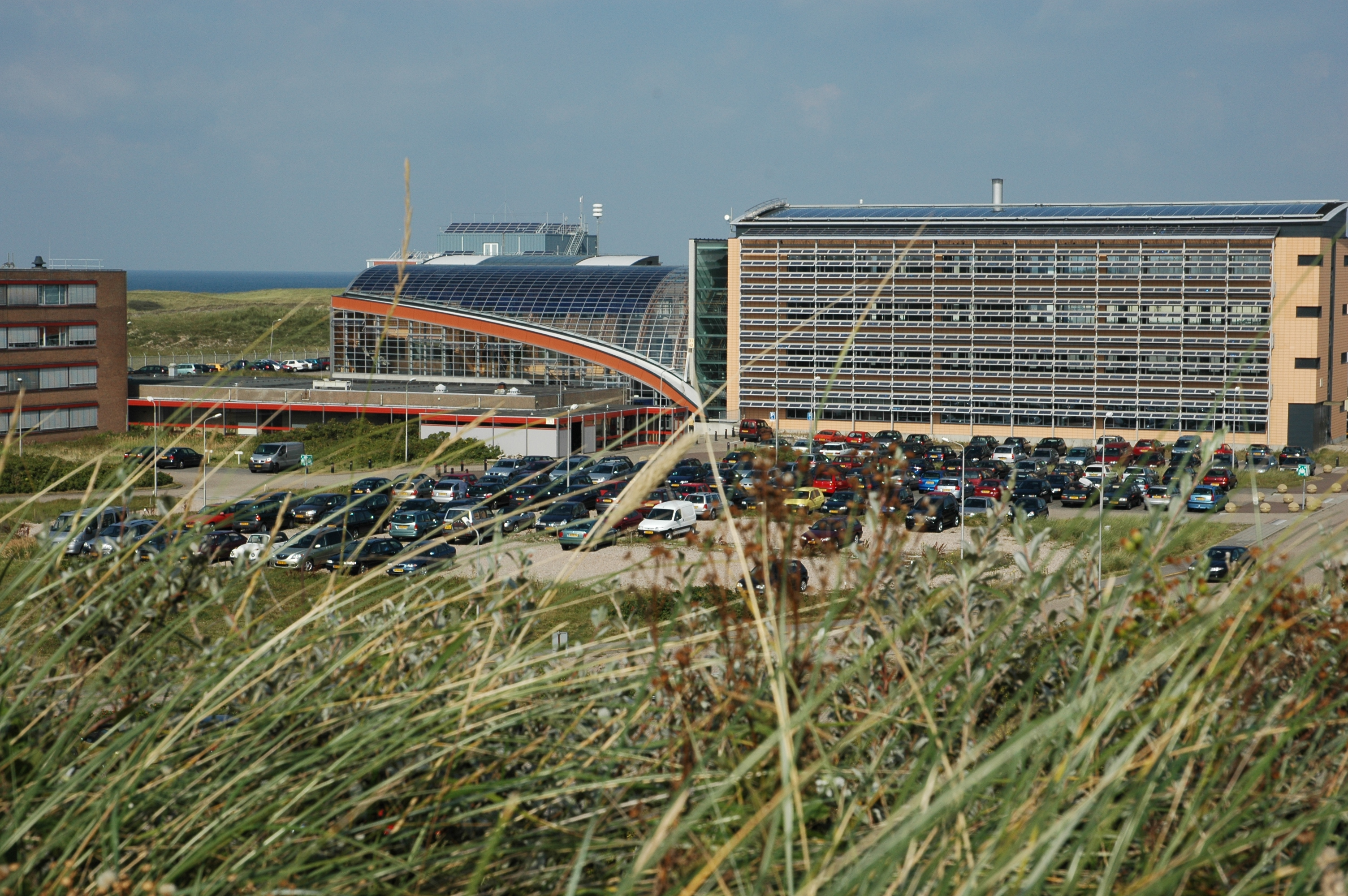
ECN-Zentrale in Petten

Das Energy Research Centre of the Netherlands (ECN) ist das größte niederländische Forschungszentrum für erneuerbare Energien mit Sitz im nordholländischen Petten. Die Gründung erfolgte 1955.
Es gibt acht Forschungsbereichen:
- Policy studies
- Energieeffizienz in der Industrie
- Solarenergie
- Windenergie
- Erneuerbare Energien im Bausektor (DEGO)
- Biomasse
- saubere fossile Brennstoffe

Es gibt ungefähr 600 Mitarbeiter (2011); 300 Mitarbeiter sind in der Nuclear Research and Consultancy Group (NRG) beschäftigt, einem Joint Venture von ECN und KEMA. Die Einrichtung befindet sich mit dem Joint Research Centre (niederländisch Gemeenschappelijk Centrum voor Onderzoek (GCO)) der Europäischen Kommission und Mallinckrodt Pharmaceuticals in den Dünen von Petten.